# Гідродинаміка (Бернуллі)

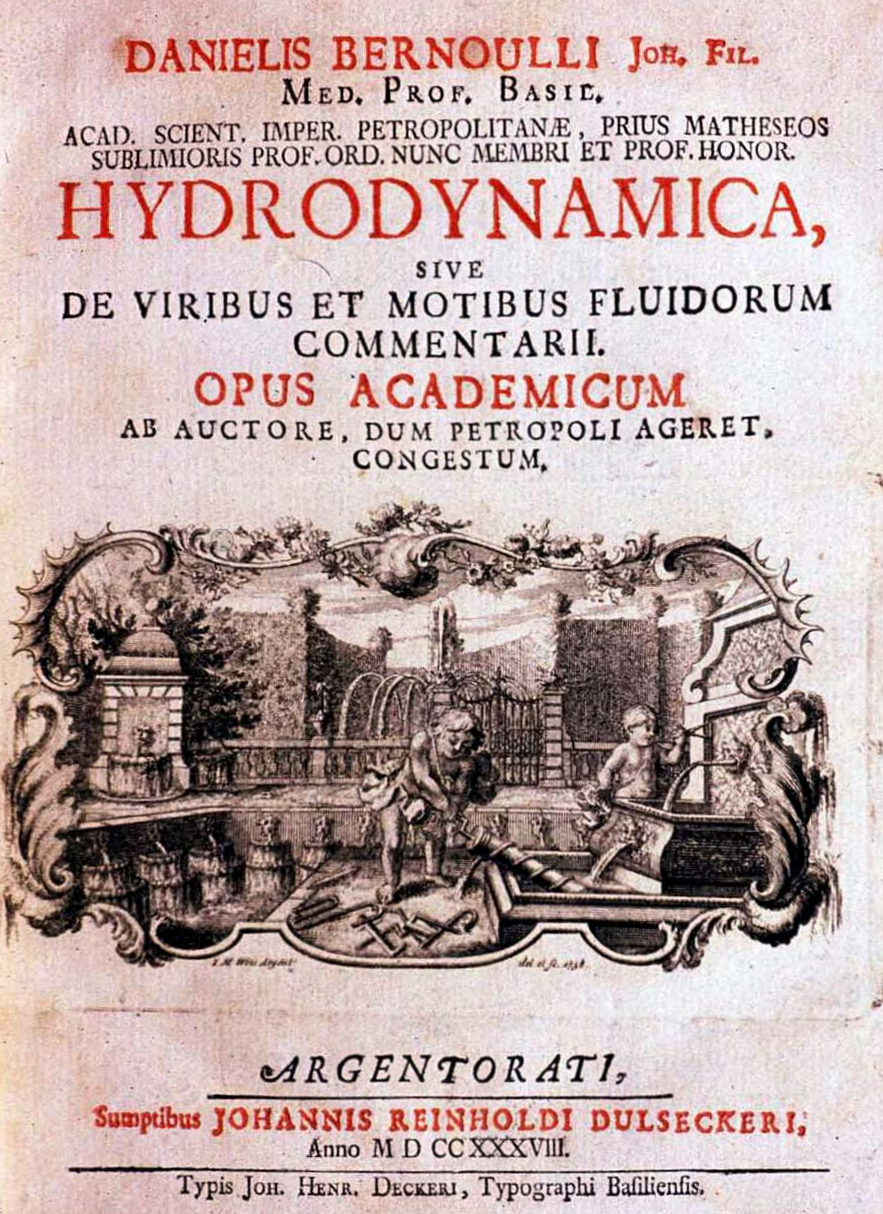
Титульна сторінка «Гідродинаміки» Даніеля Бернуллі.

Гідродинаміка (лат. Hydrodynamica) — книга Даніеля Бернуллі, опублікована 1738 року. Від назви цієї книги походить назва галузі механіки рідин.

## Зміст
Книга присвячена механіці рідини та побудована навколо ідеї збереження енергії, яку сформулював Християном Гюйгенс. У книзі описано теорію течії води в трубці та витікання води з отвору в посудині. Роблячи це, Бернуллі пояснив природу гідродинамічного тиску та відкрив роль втрати vis viva в потоці рідини, що пізніше буде названо законом Бернуллі. У книзі також розглянуто гідравлічні машини та вводиться поняття роботи та ефективності машини. У десятому розділі Бернуллі обговорив першу модель кінетичної теорії газів. Припускаючи, що теплота збільшує швидкість частинок газу, він продемонстрував, що тиск повітря пропорційний кінетичній енергії частинок газу, тобто, припустив, що температура газу також пропорційна цій кінетичній енергії.

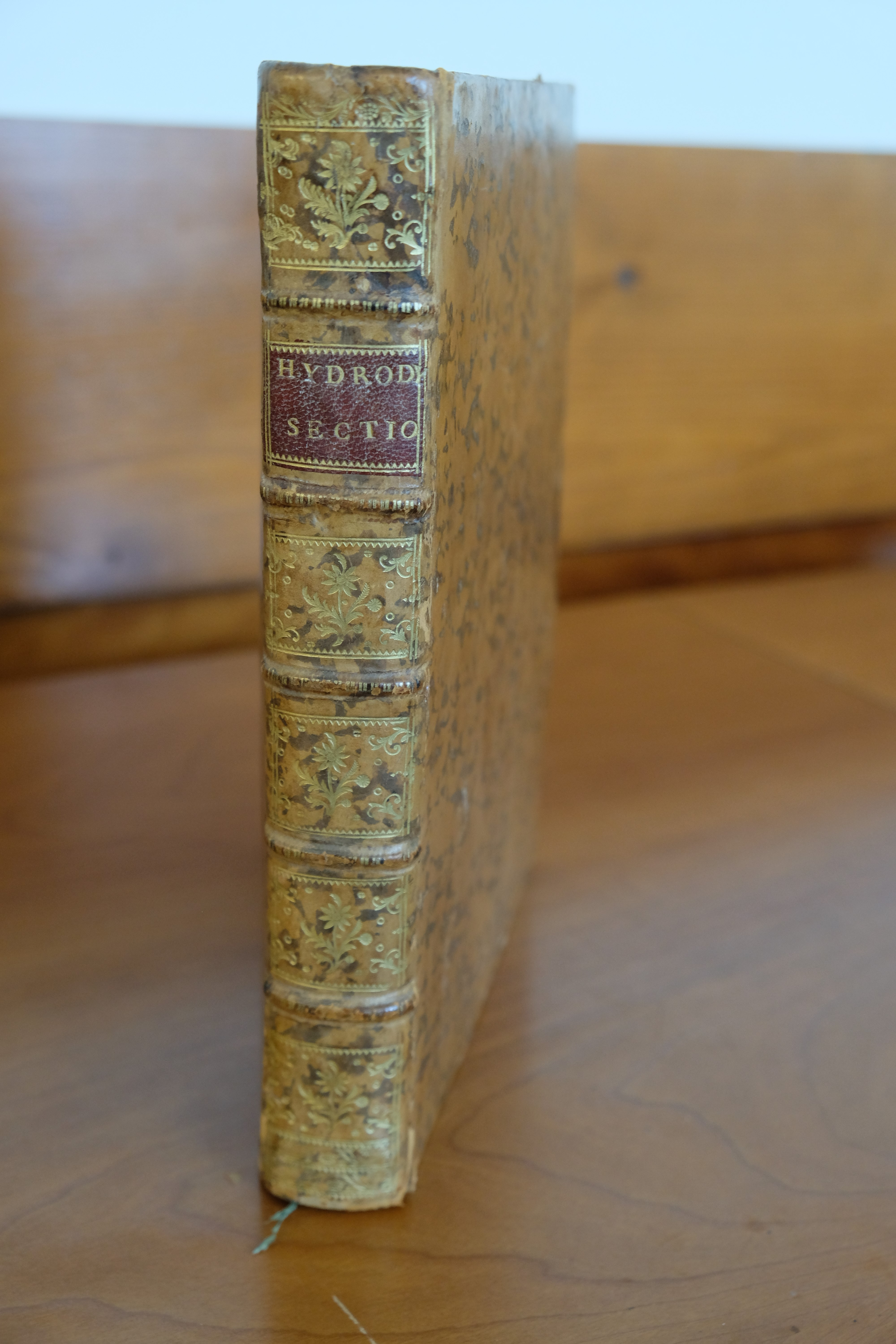
Примірник Гідродинаміки 1738 року
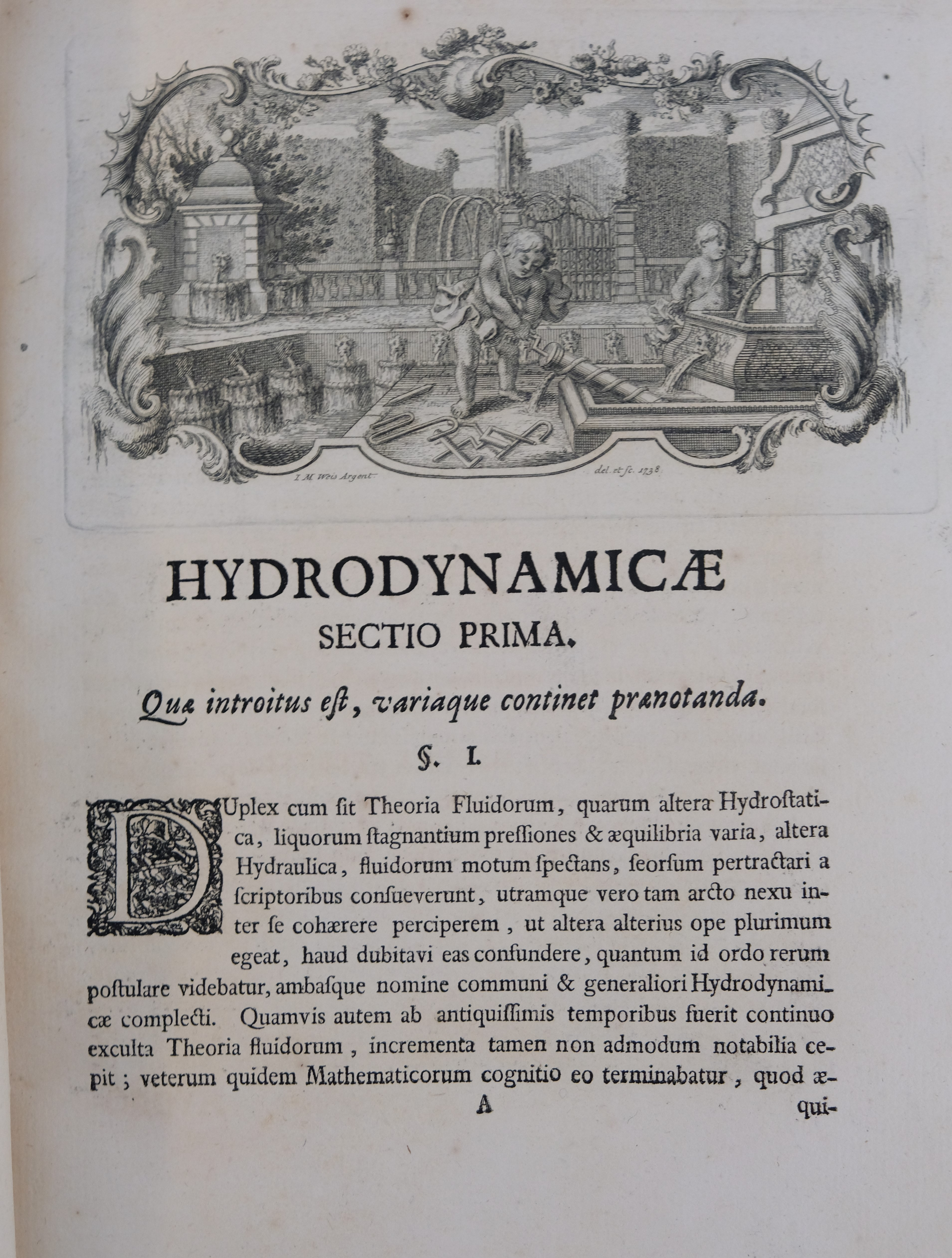
Перша сторінка першого розділу Гідродинаміки. 1738 рік